# Wysznewe (hromada Wysznewe)
Wysznewe (ukr. Вишневе) – osiedle typu miejskiego na Ukrainie, w obwodzie dniepropetrowskim, w rejonie kamjańskim, siedziba hromady. W 2001 liczyło 2259 mieszkańców, spośród których 2404 wskazało jako ojczysty język ukraiński, 150 rosyjski, 2 mołdawski, a 3 białoruski.